# رزم‌ناو آدمیرال لازارف
نبردرزم‌ناو آدمیرال لازارف (به انگلیسی: Russian battlecruiser Admiral Lazarev) یک کشتی جنگی روسیه است که طول آن ۲۵۲ متر (۸۲۷ فوت) می‌باشد. این کشتی جنگی در سال ۱۹۸۱ ساخته شد.

## خروج از سرویس و بازیابی
این کلاس از نبردرزمناوها کلاس کیروف به دلیل هزینه سنگین نگهداری بعد از جنگ سرد به تدریج بازنشسته شدن این کشتی در سال ۱۹۹۹ از سرویس خارج شد و براساس آخرین گزارش‌ها این کشتی در ۲۰۰۹ برای اورهال سنگین و مدرنیزاسیون به بندر ولادی وستوک در ناوگان اقیانوس آرام در شرق دور روسیه منتقل شده‌است